# دانیل مارتین
دانیل مارتین (اسپانیایی: Daniel Martín‎؛ ‏ ۱۲ مهٔ ۱۹۳۵ – ۲۸ سپتامبر ۲۰۰۹) بازیگر اهل اسپانیا بود.
از فیلم‌ها یا برنامه‌های تلویزیونی که وی در آن نقش داشته‌است، می‌توان به پزشک خانوادگی، به خاطر یک مشت دلار، گریه پیاز، سه حرفه‌ای، زیبای سیاه، سپیددندان، خواب نیمروزی، دلار برای مردگان و آخرین ملاقات اشاره کرد.